# 麗莎·拉爾森
麗莎·拉爾森（英語：Lisa Larson，1931年9月9日—2024年3月11日），瑞典陶藝家和設計師，以其獨特的動物和人物陶瓷器作品而聞名，作品包括《小動物園》（1955年）、《ABC女孩》（1958年）、《非洲》（1964年）和《世界之子》（1974-1975）。

## 生平
拉爾森於1931年生於瑞典哥德堡哈蘭達區，並於1949年至1954年間在哥德堡工藝與設計學院接受教育。完成學業後，她參加了斯堪的納維亞藝術比賽，斯蒂格·林德伯格在此期間挖掘了他，並為他提供了古斯塔夫斯伯格瓷器廠一年的試用職位。1980年，拉爾森離開了古斯塔夫斯伯格，開始在瑞典的多家公司自由工作，其中包括Duka、Kooperativa Förbundet和阿倫斯。
1992年，他與幾位前同事共同創立了古斯塔夫斯伯格陶瓷工作室，該工作室持續生產新的設計並進行小規模生產。
2024年3月11日，拉爾森因病逝世，享耆壽92歲。

## 收藏
麗莎·拉爾森的設計在世界各地的博物館典藏。其中在日本特別受歡迎。2014年，他的作品展在東京舉辦的兩週內吸引超過7萬名參觀者。

### 作品

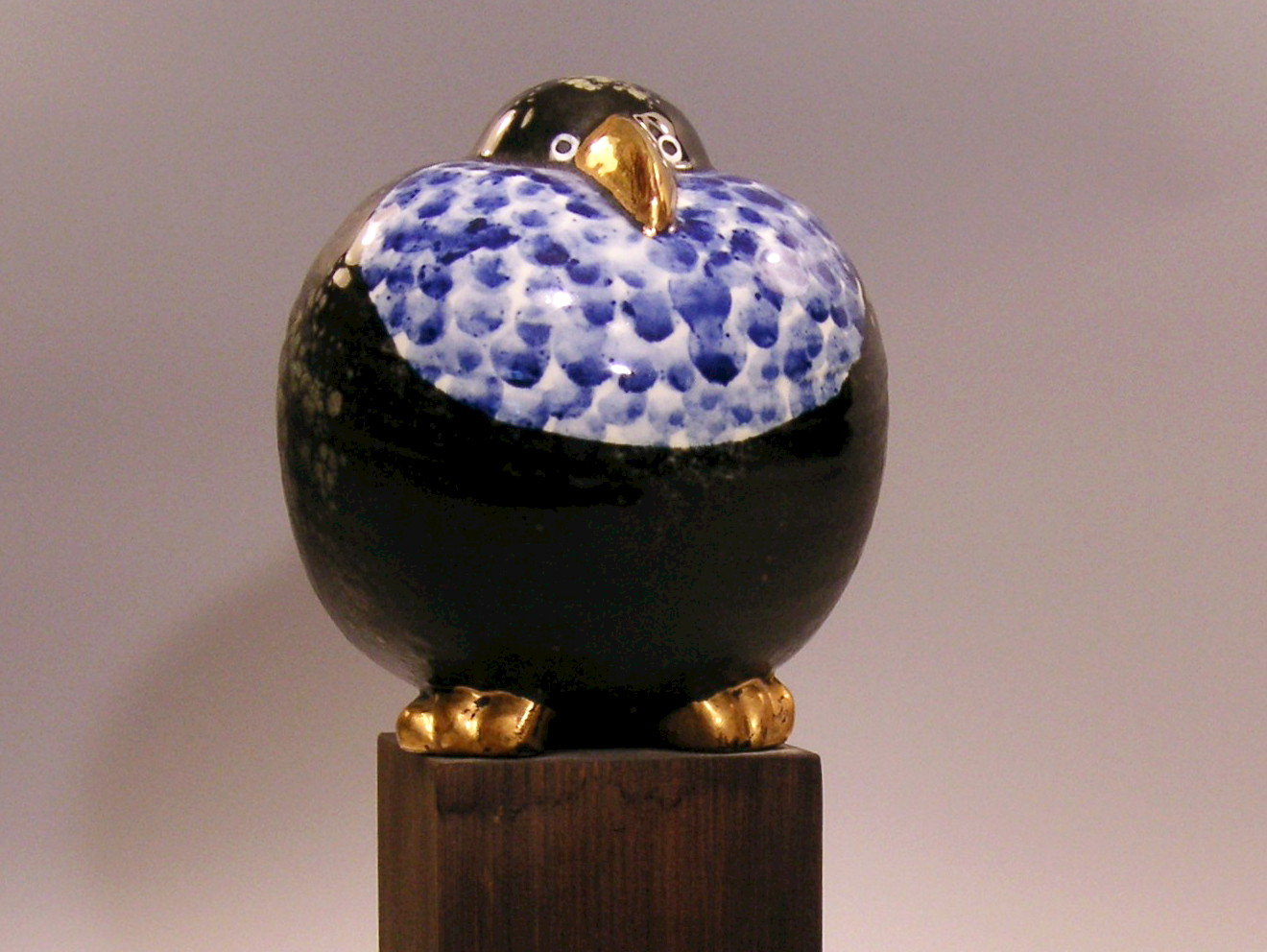
Fågel fenix
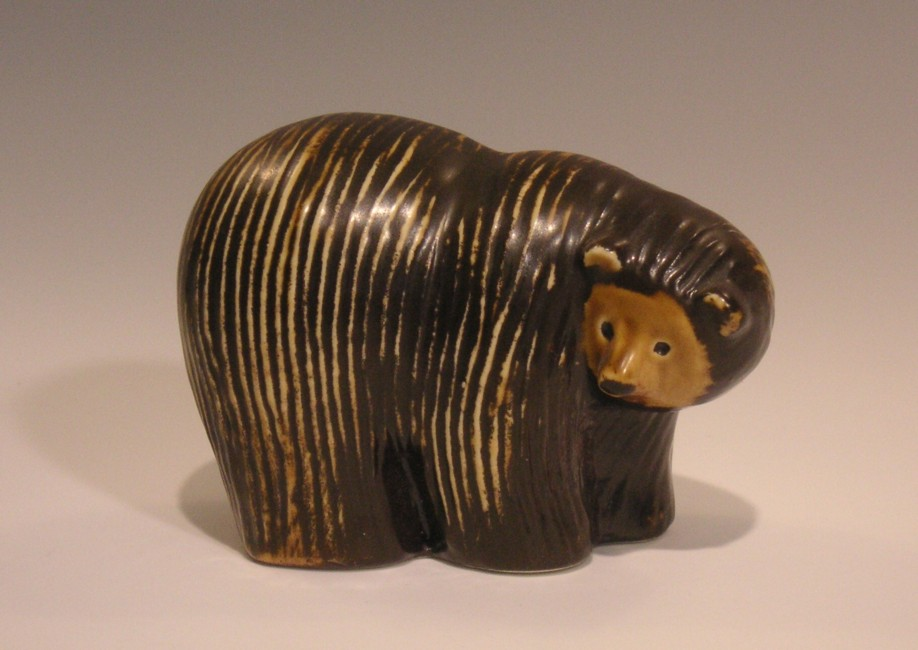
Lilla zoo, björnen
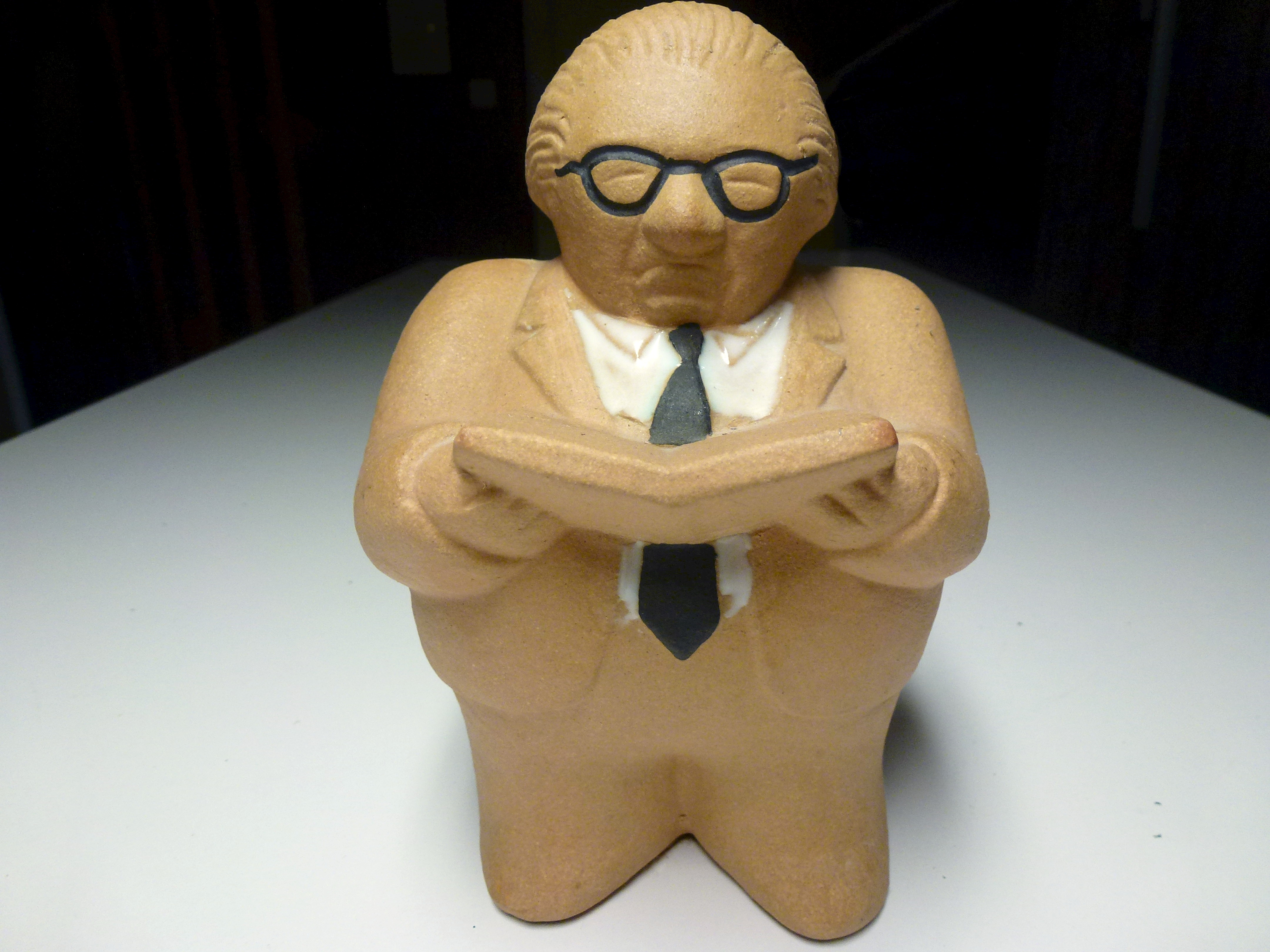
Gunnar Sträng
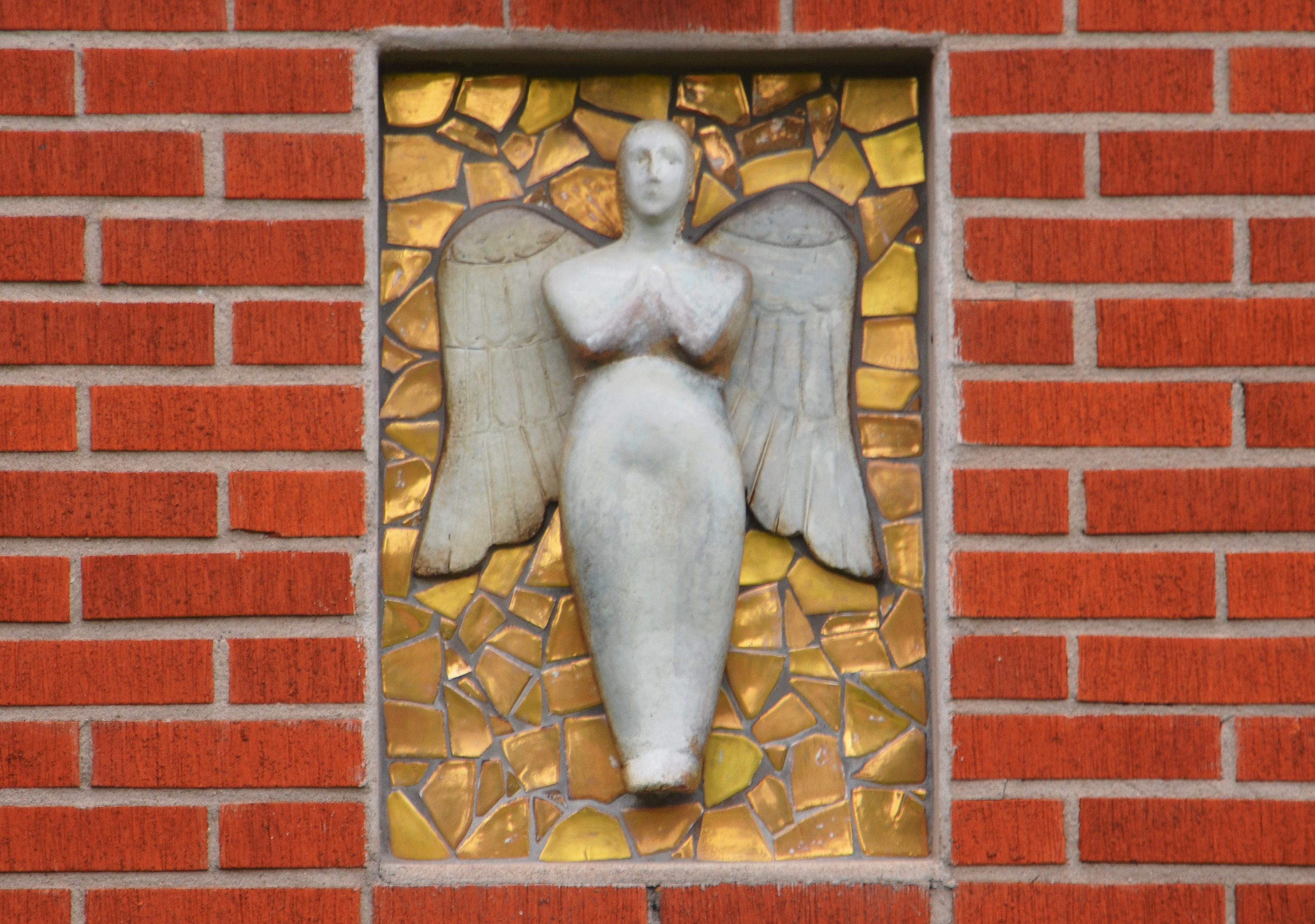
Bysantinsk ängel
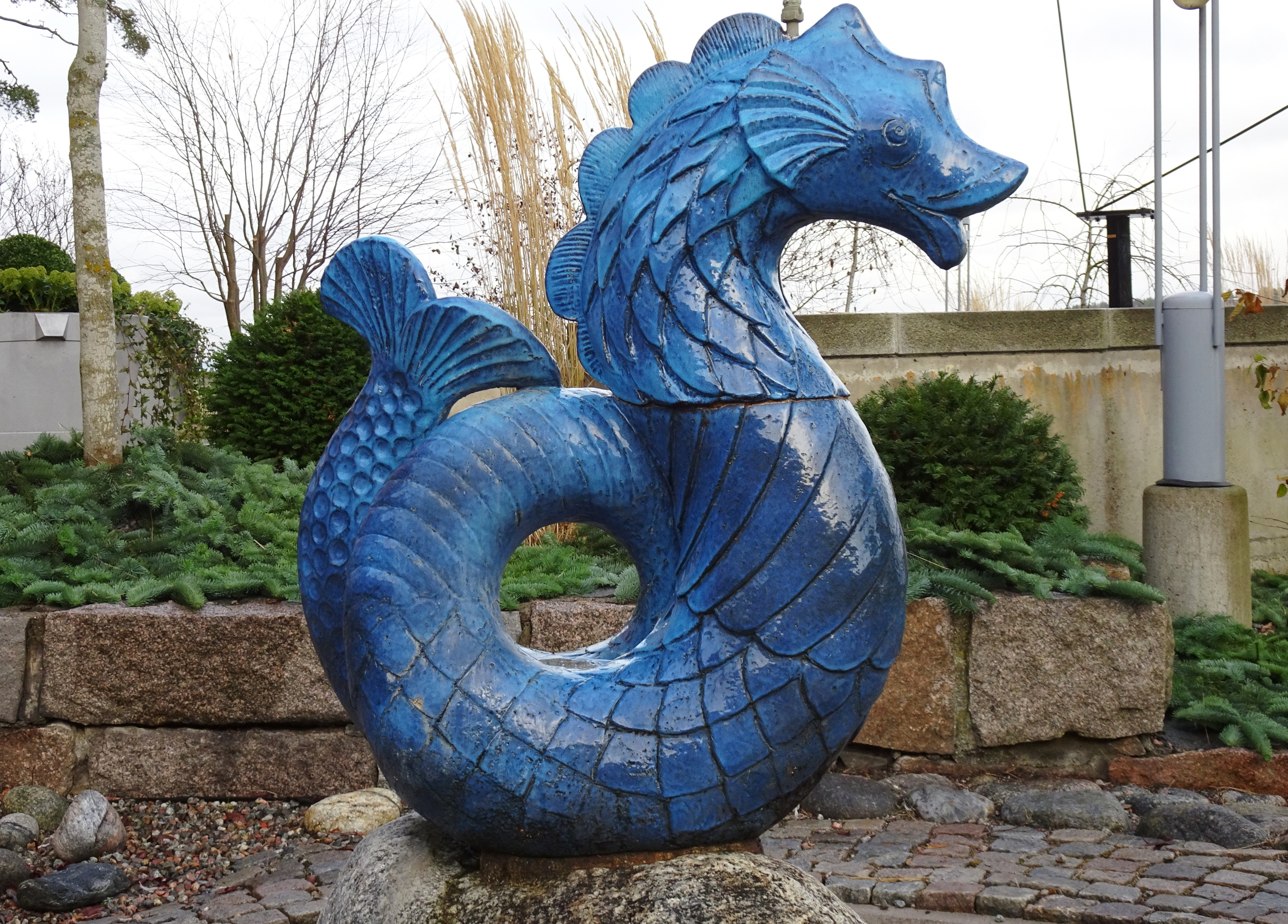
Saltsjöbadsodjuret

## 外部連結
- 官方网站